# Розенберг, Марсель Израилевич
Марсель Израилевич Розенберг (1896, Варшава, Царство Польское, Российская империя — 5 марта 1938, Москва, РСФСР, СССР) — советский дипломат. Первый представитель СССР в Лиге Наций. Во время Гражданской войны в Испании — полпред СССР при республиканском правительстве.

## Биография
Член РКП(б) с 1918 года. С апреля 1918 года — заведующий отделом печати полномочного представительства РСФСР в Берлине. С 1920 года — первый секретарь советского полномочного представительства в Афганистане, в 1923 году — временный поверенный в делах СССР в Турции. В 1926—1930 годах — заместитель заведующего национальным сектором ЦК РКП(б), с 1930 года — советник полномочного представительства СССР в Италии, с 1931 года — временный поверенный в делах СССР во Франции.
После вступления Советского Союза в Лигу Наций, с сентября 1934 по август 1936 года — заместитель генерального секретаря Лиги Наций Жозефа Авеноля.
Участвовал в подготовке договора о взаимной помощи между СССР и Францией (1935).
С 27 августа 1936 по февраль 1937 года — полномочный представитель СССР в Испании. Участвовал в организации операции по вывозу в СССР золотого запаса Испании.
В феврале-декабре 1937 года — уполномоченный Наркомата иностранных дел при правительстве Грузинской ССР.

## Опала, арест и казнь
В декабре 1937 года смещён с должности, зачислен в резерв отдела кадров НКИД СССР. Арестован 26 декабря 1937 года. Обвинён в шпионаже. Имя Розенберга было включено в сталинский расстрельный список, датированный 5 марта 1938 года (№ 155 в списке из 218 имён и фамилий, под грифом «Москва — Центр» за подписью старшего майора ГБ Владимира Цесарского). Приговорён к ликвидации Сталиным, Молотовым, Ворошиловым и Ждановым. 8 апреля 1938 года приговор формально утверждён на заседании Военной коллегии Верховного суда (ВКВС) СССР. Казнён в тот же день.
Реабилитирован посмертно 27 июня 1957 года.

## Семья
- Жена — Марианна Ярославская (1915—2003), скульптор[3], дочь советского партийного и государственного деятеля Емельяна Ярославского.